# Thông liên thất
Thông liên thất (tiếng Anh: ventricular septal defect, thường được viết tắt là VSD) là một khiếm khuyết của vách liên thất, tức là vách ngăn giữa hai buồng tâm thất của tim. Vách liên thất là một cấu trúc phức tạp gồm: phần cơ, phần màng, phần phễu, phần buồng nhận. Thông thường khi trẻ sinh ra, vách này không có lỗ thông vì vậy không cho phép máu của hai tâm thất hòa trộn với nhau. Trong vách liên thất là nơi có phần đầu quan trọng của hệ thống thần kinh dẫn truyền xung động từ nhĩ đến các phần cơ thất.
Thông liên thất là bệnh tim bẩm sinh thường gặp nhất trong tất cả các bệnh tim bẩm sinh chiếm 15%-20% tất cả các bệnh tim bẩm sinh, đó là chưa kể đến các thông liên thất trong các bệnh tim bẩm sinh có tím phức tạp.

## Dịch tễ học và Nguyên nhân
TLT là một trong những bệnh tim bẩm sinh thường gặp nhất. TLT có thể gặp ở 30-60% tất cả trẻ sơ sinh có bệnh tim bẩm sinh hoặc khoảng 2-6 trẻ trên 1000 lần sinh. Trong quá trình hình thành tim của phôi thai, đầu tiên tim có dạng một ống rỗng, sau đó bắt đầu hình thành các buồng tim và vách tim. Nếu có bất thường nào đó xảy ra trong quá trình này thì vách liên thất được tạo ra không toàn vẹn, tạo nên một lỗ trên vách liên thất. Hiện nay còn có nhiều tranh cãi về việc có phải tất cả các lỗ thông này đều là những bất thường thực sự hay không hay có một số lỗ thông này là hiện tượng bình thường vì có một tỉ lệ lớn các lỗ TLT phần cơ bè đều tự đóng lại trong quá trình phát triển của trẻ. Các nghiên cứu tiền cứu cho thấy tỉ lệ TLT phần cơ bè chiếm từ 2 đến 5 trẻ trên 100 lần sinh có thể tự đóng sớm sau sinh ở 80-90% trường hợp.
Các TLT bẩm sinh thường đi kèm với các bệnh lý khác như hội chứng Down.
Một lỗ TLT cũng có thể xuất hiện sau nhồi máu cơ tim một vài ngày  do vách liên thất bị thủng cơ học trước khi sẹo nhồi máu hình thành.

## Sinh lý bệnh
Khi tâm thất co, hay còn gọi là thì tâm thu, một lượng máu từ thất trái đi qua lỗ TLT sang thất phải sau đó lên phổi và theo các tĩnh mạch phổi quay trở lại nhĩ trái rồi xuống thất trái. Quá trình này tạo nên hai hệ quả. Thứ nhất, lượng máu tuần hoàn luẩn quản này gây nên một tình trạng quá tải thể tích thất trái. Thứ hai, do thất trái bình thường có áp lực tâm thu (~120 mmHg) cao hơn rất nhiều so với thất phải (~20 mmHg) nên thất phải sẽ bị tăng tải áp lực và thể tích thất phải. Chính áp lực và thể tích tăng lên của thất phải sẽ dần dần gây nên những biến đổi của hệ thống tiểu động mạch phổi gây nên tăng áp động mạch phổi ban đầu chỉ là phản ứng có thể hồi phục nhưng dần dần trở nên cố định và không thể đảo ngược được.
Trong trường hợp trầm trọng và tiến triển lâu ngày, áp lực động mạch phổi có thể tăng cao đến mức ngang bằng hoặc vượt hơn cả áp lực hệ thống. Khi áp lực thất phải cao hơn bên thất trái thì luồng máu qua lỗ TLT bị đảo ngược, tức là máu đi từ thất phải sang thất trái. Máu thất phải có độ bão hòa oxy thấp hơn máu bên thất trái do đó luồng máu đảo ngược này sẽ gây nên biểu hiện tím trên lâm sàng.
Những ảnh hưởng huyết động học của TLT càng thấy rõ ở những bệnh nhân có lỗ thông lớn. Những bệnh nhân này có thể biểu hiện khó thở, ăn uống kém, chậm tăng trưởng và phát triển cũng như dễ mắc nhiễm trùng phổi nặng. Những trẻ có lỗ thông nhỏ không ảnh hưởng huyết động có thể không có triệu chứng lâm sàng. Có bốn thể giải phẫu của lỗ LTL là: TLT phần (quanh) màng, TLT phần phễu, TLT phần buồng nhận và TLT phần cơ bè.

## Dấu hiệu và Triệu chứng
Thông liên thất thường không gây nên triệu chứng lâm sàng lúc mới sinh. Biểu hiện lâm sàng của TLT thường chỉ biểu hiện vài tuần sau sinh khi áp lực động mạch phổi tăng lên.

### Triệu chứng
Thông liên thất là một khiếm khuyết bẩm sinh không gây tím, được xếp vào nhóm tim bẩm sinh có luồng shunt trái-phải.

### Dấu hiệu
- Tiếng thổi toàn tâm thu (phụ thuộc vào kích thước của lỗ thông) +/- rung miu tâm thu (do luồng máu xoáy đi qua lỗ thông liên thất). Tiếng tim bình thường. TLT kích thước lớn có thể gây tim to làm biến dạng lồng ngực, mỏm tim đập rộng và lệch khỏi vị trí bình thường. Nhũ nhi có TLT lỗ lớn sẽ chậm lớn, hay vã mồ hôi và thở nhanh cũng như có thể ăn uống khó.[9]

NGUYÊN NHÂN: Nguyên nhân của TLT có thể là do quá trình tạo quai tim không hoàn chỉnh xuất hiện vào khoảng ngày thứ 24-28 của quá trình phát triển phôi. Bất thường gene NKX2.5 có thể gây nên bất thường phát triển này.

## Chẩn đoán
Thông liên thất (TLT) có thể phát hiện được trên lâm sàng nhờ nghe tim. Một cách kinh điển, một TLT có thể gây nên tiếng thổi toàn tâm thu bệnh lý. Tuy nhiên nghe tim chỉ có thể giúp phát hiện TLT chứ không thể chẩn đoán xác định một cách chắc chắn. Tiếng thổi nghe được trong TLT phụ thuộc vào dòng máu bất thường đi từ thất trái qua lỗ thông rồi đến thất phải. Nếu chênh áp giữa hai thất không lớn (trường hợp lỗ thông quá lớn hoặc trong trường hợp tăng áp phổi nặng gây cân bằng áp lực giữa hai buồng thất) thì tiếng thổi này có thể rất nhỏ hoặc không nghe được. X-quang và điện tim là những phương tiện cận lâm sàng hỗ trợ chẩn đoán tuy nhiên không giúp chẩn đoán xác định chắc chắn. Một phương tiện chẩn đoán TLT được sử dụng rộng rãi trên lâm sàng là siêu âm-Doppler tim. Tuy nhiên để đánh giá ảnh hưởng của TLT lên hệ thống mạch máu phổi như tăng áp phổi thì phương pháp tốt nhất là thông tim chẩn đoán.

## Điều trị

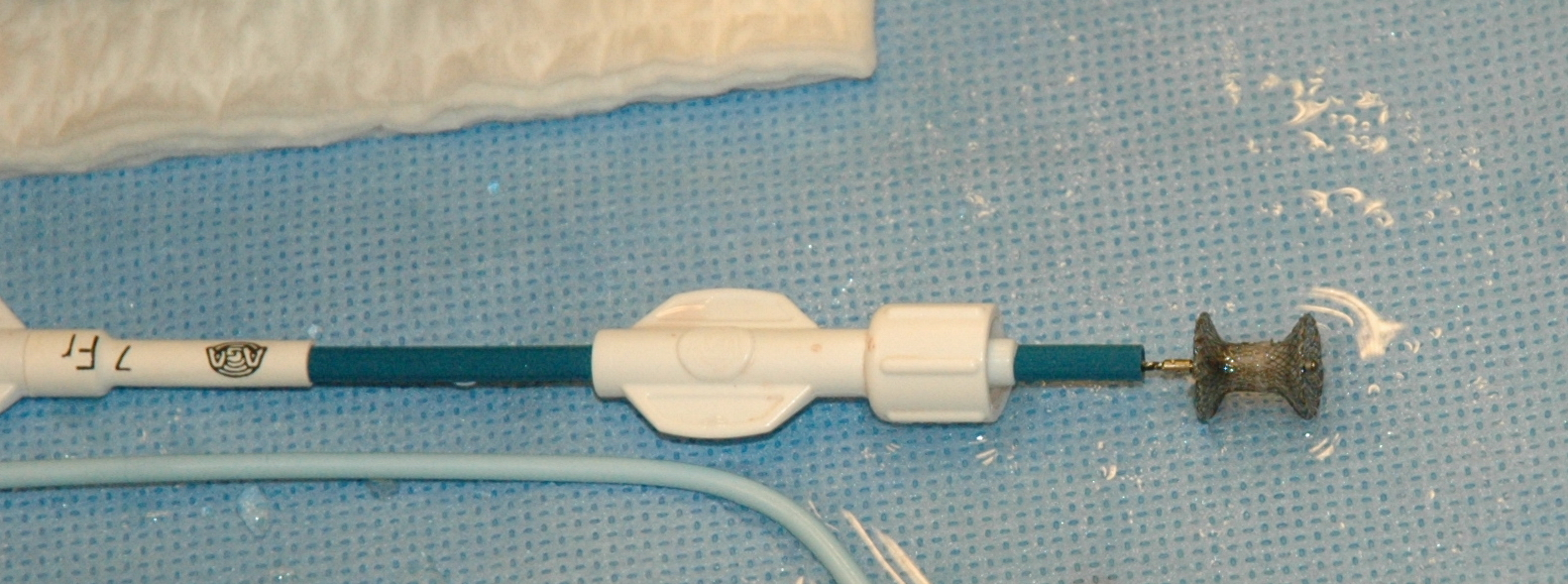
Dụng cụ đóng lỗ thông liên thất qua thông tim can thiệp.

Khi trẻ không có biểu hiện lâm sàng thì không cần phải điều trị đặc hiệu. Các phương pháp điều trị có thể là điều trị nội khoa, thông tim can thiệp hoặc phẫu thuật tim hở có hỗ trợ tuần hoàn ngoài cơ thể.
TLT ở nhũ nhi có thể được điều trị nội khoa với các thuốc glycoside trợ tims (ví dụ: digoxin 10-20mcg/kg/ngày), lợi tiểu quai (ví dụ: furosemide 1–3 mg/kg/ngày) và các thuốc ức chế men chuyển (ví dụ: captopril 0.5–2 mg/kg/ngày).
Các trường hợp cần phải can thiệp điều trị bao gồm:
1. Suy tim không đáp ứng với điều trị nội khoa
2. Thông liên thất có kèm hẹp phổi
3. Thông liên thất lỗ lớn gây tăng áp động mạch phổi
4. Thông liên thất kèm hở van động mạch chủ
Đối với phương pháp điều trị bằng phẫu thuật thì trẻ cần được gây mê toàn thân, mở xương ức, chạy tuần hoàn ngoài cơ thể.
Thông tim can thiệp đóng lỗ TLT là một phương pháp ít xâm nhập hơn vì không cần mở ngực, mở tim và có thể thực hiện trong lúc tim vẫn đập tuy nhiên chỉ có thể chỉ định được trong một số trường hợp mà thôi. Đóng lỗ thông liên thất bằng thông tim can thiệp hoặc phẫu thuật tim hở đều có thể có nguy cơ gây tổn thương hệ thống dẫn truyền trong tim và gây nên blốc nhĩ thất ở các mức độ khác nhau.

## Hình ảnh bổ sung

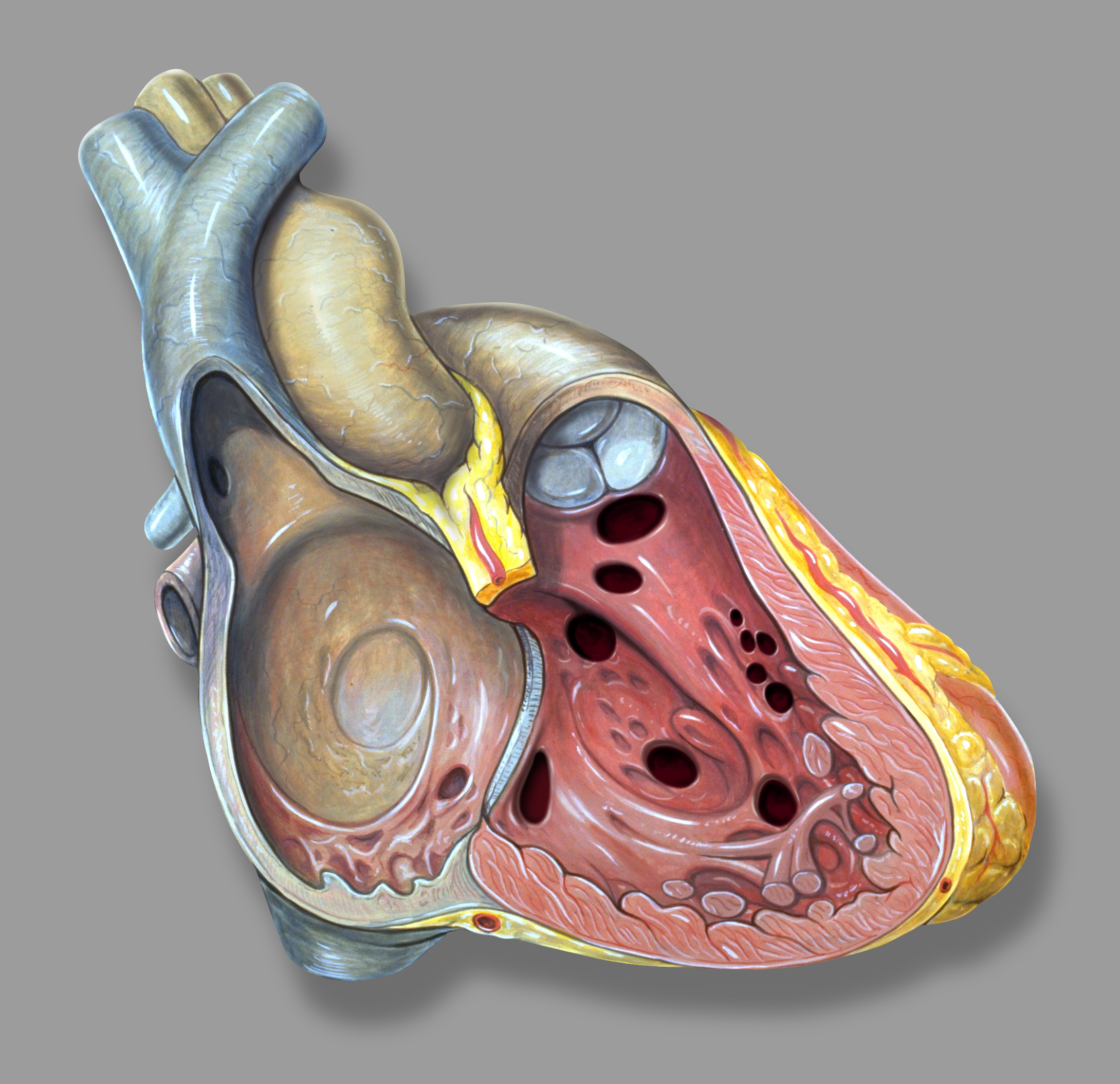
Vị trí giải phẫu của các lỗ thông liên thất